# 池田長政 (建部池田家)
池田 長政（いけだ ながまさ）は、江戸時代前期の岡山藩の家老。通称は長門、下総。建部池田家（森寺池田家）4代当主。

## 略歴
天正17年（1589年）、京都聚楽第の池田家屋敷で池田長吉（池田輝政の弟）の三男として誕生。
慶長11年（1606年）、池田家家臣・森寺忠勝の家督を継いでいた兄の長貞が夭折したため、翌慶長12年（1607年）にその養子となる形で家督を相続した。知行高1万4000石。池田家の筆頭家老に伊木長門忠繁がいたため、藩主の命で通称を長門から下総に改める。後に姓を森寺から池田氏に戻した。
元和3年（1617年）、主君池田光政の因幡国・伯耆国への移封に伴い、伯耆黒坂に移る。寛永9年（1632年）、光政の備前国岡山への移封に伴い、備前建部に移り、陣屋（幕府をはばかり御茶屋と称した）を構え代々領したため建部池田家と呼ばれた。
寛永11年（1634年）6月29日没。家督は長泰（兄長幸の四男）が養子となって相続した。

## 系譜
- 父：池田長吉（1570年 - 1614年）
- 母：伊木忠次（池田家家老）の娘
- 養父：森寺長貞（1588年 - 1606年）
- 養子
  - 男子：池田長泰 - 池田長幸の四男